# Julius Bous

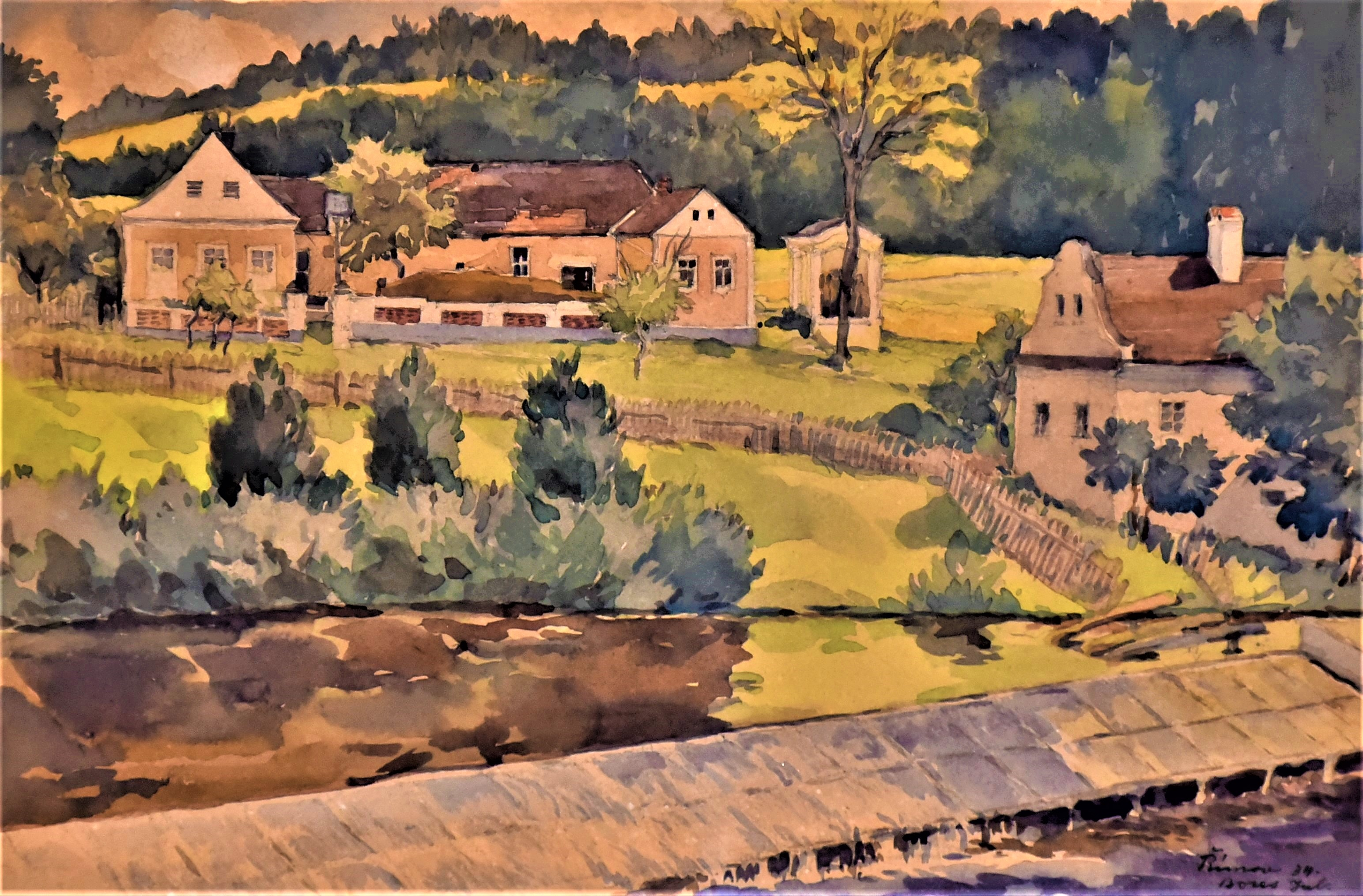
Římov (1934)

Julius Bous (20. července 1878 Nepolisy – 23. října 1944 České Budějovice) byl český akademický malíř, ilustrátor, středoškolský pedagog, literární a divadelní kritik a scénograf.

## Život

### Rodina, studium
Narodil se jako jedno z osmi dětí řídícího učitele a muzikanta Františka Bouse (* 1843) z obce Nepolisy u Chlumce nad Cidlinou a jeho manželky Marie roz. Bubeníkové ze Žiželic.
Vystudoval gymnázium v Novém Bydžově a Státní textilní školu v Ústí nad Orlicí. Následně nastoupil na Uměleckoprůmyslovou školu v Praze, studoval u prof. E. K. Lišky a ve speciálce pro dekorativní malbu prof. K. V. Maška. Po jejím úspěšném ukončení absolvoval ještě kurs figurální malby na Akademii výtvarného umění v Mnichově.

### Profesní zaměření, místa působení
Zabýval se především kresbou, kolorovanou kresbou, pastely a akvarely. Zobrazoval krajinu i všední život. Náměty hledal v jižních Čechách (častým námětem bylo Doudlebsko a okolí obce Římov), na dalších místech českých zemí, např. na Slovácku, dále na Slovensku, v jižní Francii a v Jugoslávii. Věnoval se také užité grafice – vytvořil řadu ex libris, plakátů k výstavám, koncertům a divadelním představením, diplomů, pozvánek a příležitostných slavnostních tisků.
V roce 1903 nastoupil jako asistent kreslení na reálce v Jičíně. V roce 1906 působil na reálce v Kladně, v letech 1907 až 1914 pak na c. k. státní české reálce na Malé Straně v Praze.
Od roku 1914 působil na české vyšší reálce v Českých Budějovicích. Do Českých Budějovic se však poprvé dostal již dříve, když tam byl jako jednoroční dobrovolník povolán k osmitýdennímu vojenskému cvičení dislokovaného praporu pražského 28. pěšího pluku. Za první světové války pak sloužil na srbské frontě v hodnosti poručíka.
Po válce pokračoval ve výuce jako profesor kreslení na české vyšší reálce v Českých Budějovicích , později i jako ředitel této školy, a to až do roku 1938, kdy odešel do výslužby.

### Další činnost

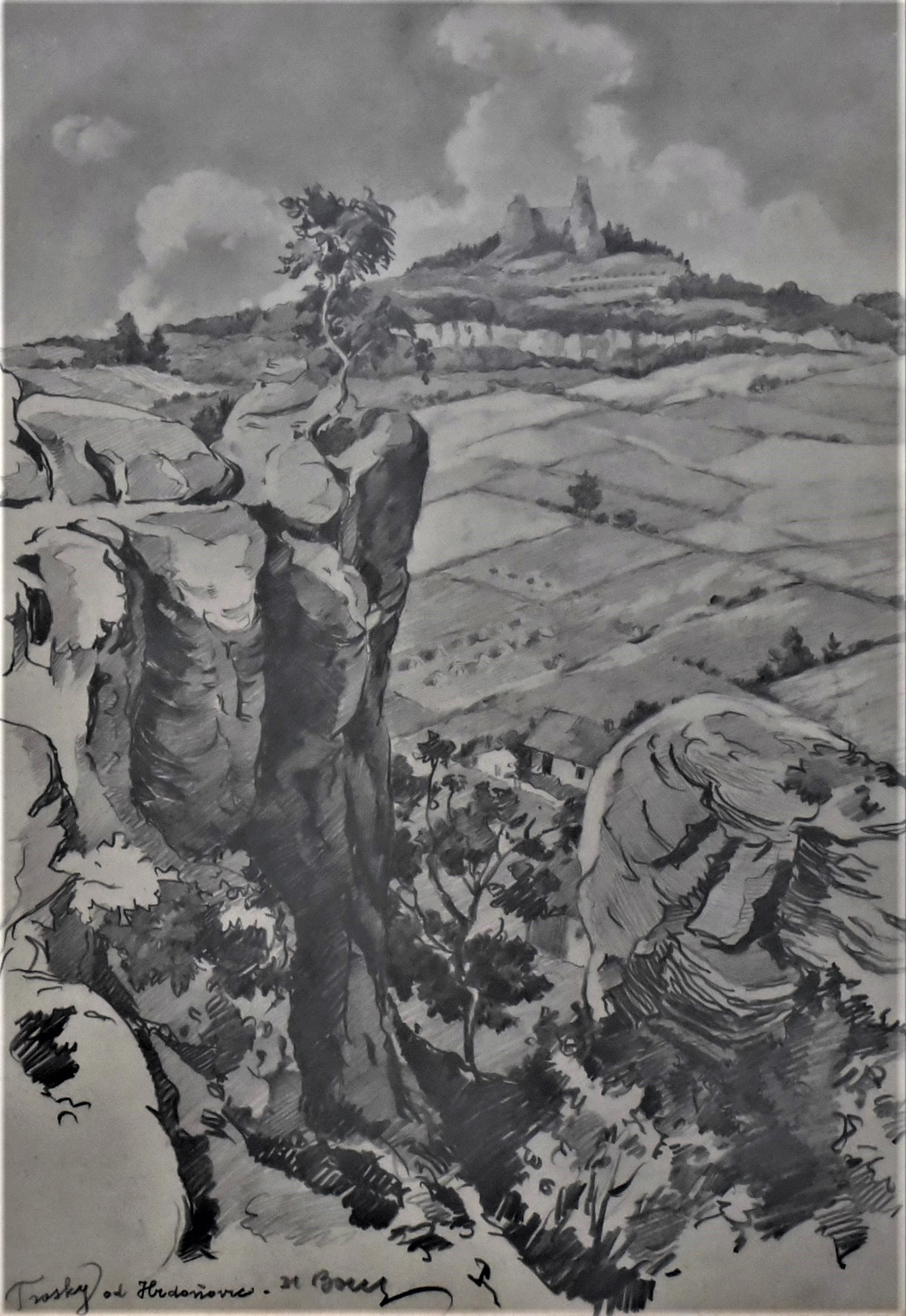
Trosky od Hrdoňovic (1931)

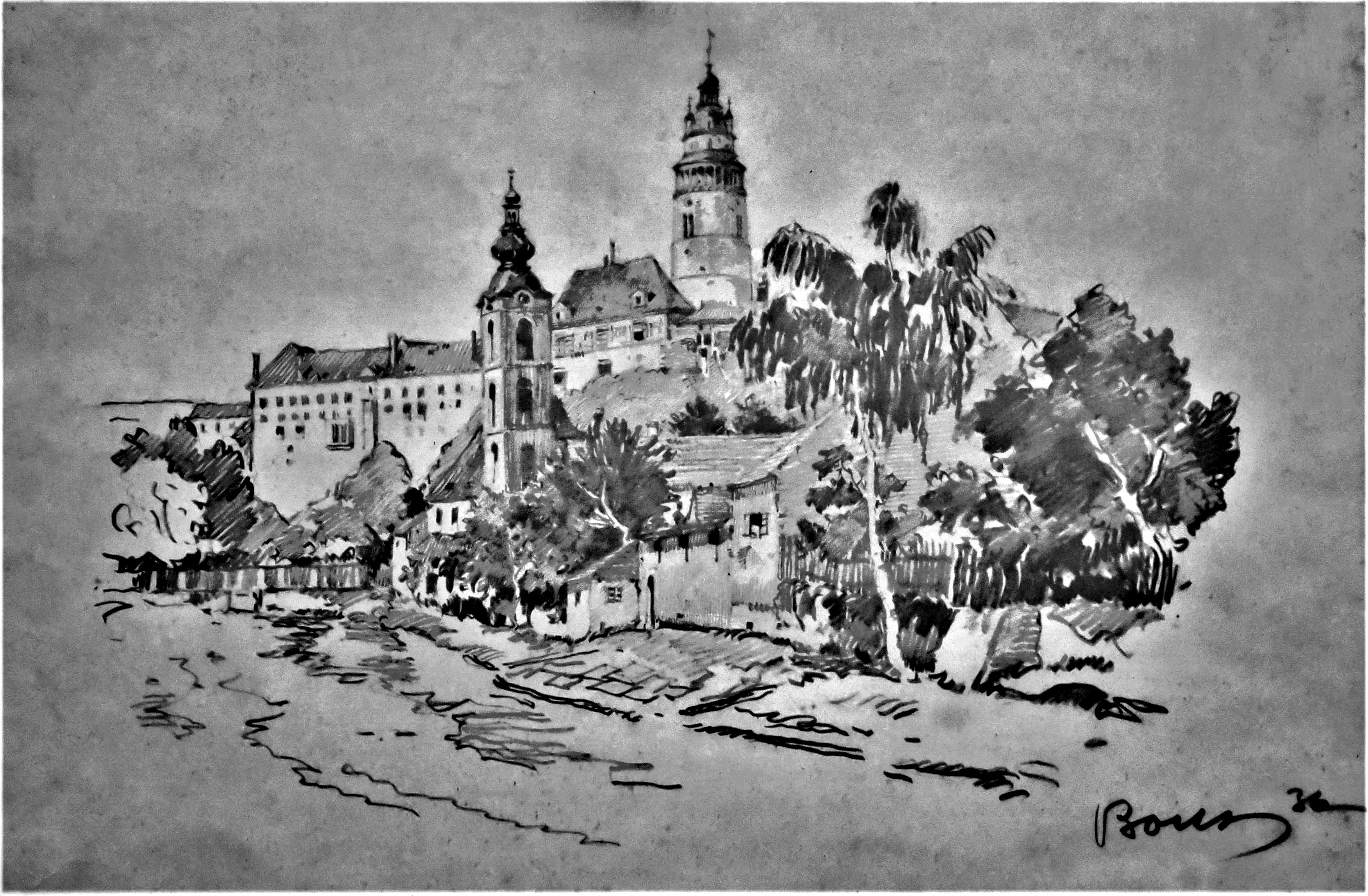
Český Krumlov (1936)

V roce 1926 spoluzakládal Sdružení jihočeských výtvarníků, působil zde mnoho let jako předseda a později místopředseda.
Byl také autorem řady scénografických návrhů pro Jihočeské národní divadlo (např. Libuše, Křídový kruh, Tartuffe, Anna Karenina, Naši furianti, Faust, Švanda dudák, Sen noci svatojánské, Hadrián z Římsů, Noc na Karlštejně, aj.), zvláště v období působení prof. Otakara Trčky jako intendanta divadla,
a přispíval svými odbornými články, povídkami a črtami z přírody do časopisů. Byl glosátorem jihočeského kulturního života – výtvarného umění, hudby, divadla a literatury – a přispíval svými referáty do místních periodik (např. Jihočeský přehled, Jihočeské listy, Pošumavský kraj, Jihočeská jednota aj.), do Lidových novin  a časopisu pro děti a mládež Jaro/Našim dětem (1919–1921). V Jihočeských listech měl pravidelný sloupek divadelního recenzenta.
Své příspěvky podepisoval šifrou „–s“. Spolupracoval také s měsíčníkem pro výtvarnou výchovu „Československý kreslíř“, kde publikoval odborné články. Reprodukce jeho děl se objevovaly např. v časopisech Dílo, Prager Presse aj. a mnoha sbornících.
Věnoval se rovněž hudbě – v roce 1920 byl přijat Otakarem Jeremiášem za člena Pěveckého sdružení Förster v Českých Budějovicích, kde působil aktivně až do roku 1930 ,
hrál také na housle v Zunově smyčcovém kvartetu v Praze a byl členem zpěváckého spolku Smetana v Jičíně.

### Manželka, dcera
Jeho manželkou byla Marie roz. Herknerová z Jičína, se kterou měl dceru Jarmilu, později provdanou Salzerovou († 1997).

### Úmrtí
Zemřel v pondělí 23. října 1944 v Českých Budějovicích. Básník Donát Šajner napsal na jeho památku báseň Rozloučení s malířem.

## Výstavy, výběr
Již v roce 1909 vystavoval poprvé v pražském Rudolfinu.
V dalších letech svého života vystavoval pak na mnoha společných i samostatných výstavách např. v Novém Bydžově, Hořicích, Českých Budějovicích, Českých Velenicích, Táboře, Strakonicích, Plzni, Soběslavi, Jindřichově Hradci, Praze, Bratislavě, Strakonicích, Třeboni a Brně.
V roce 1948 uspořádalo Sdružení jihočeských výtvarníků soubornou posmrtnou výstavu jeho děl v městském Domě umění v Českých Budějovicích  později také v Římově a v roce 1997 se konala ve Státní vědecké knihovně v Českých Budějovicích vzpomínková výstava z jeho díla.

## Knižní ilustrace, výběr
- 1930 F. J. Autengruber: Dvojbarevné vidmo: verše 1924–1929, vyd. J. Svátek, České Budějovice
- 1934 Kolektiv: 50. let čs. reálky dra. Aug. Zátky“, České Budějovice
- 1938 Jaromír Měšťan: Země, kterou miluji, vyd. Jihočeské listy, České Budějovice
- 1940 Ivo Beneš: Jihočeské vánoce, vyd. K. Fiala, České Budějovice
- 1941 Josef Biskup: Zvony domova a jiné pohádky, vyd. J. Z. Laš, Klatovy
- 1942 Jaromír Měšťan: Tudy šel pán, edice Zvěrokruh, České Budějovice
- 1943 Donát Šajner: Matěj Kopecký, vyd. Č. A. T., České Budějovice

## Literární příspěvky, výběr
- 1914 Úspěchy moderních method ve středoškolském kreslení, In.: Výroční zpráva c. k. státní české reálky na Malé Straně v Praze za školní rok 1913–1914
- 1924 Moje barva červená a bílá…, In.: Věstník sokolské župy Husovy, ročník 9, č. 7, 1. června 1924, str. 177–8
- 1932 Skicování celé figury podle živého modelu, In.: Československý kreslíř, měsíčník pro výtvarnou výchovu, č. 4, roč. 1, 1932–33, str. 61–9